# Stefan Heilemann
Stefan Heilemann (* 1982 in Holzmaden) ist ein deutscher Koch.

## Werdegang
Stefan Heilemann arbeitete von 2003 bis 2012 in der Traube Tonbach in Baiersbronn. Nach der Ausbildung kochte er erst in der Köhlerstube und dann in der Schwarzwaldstube bei Harald Wohlfahrt. Dann ging er in die Schweiz zum Ecco in Ascona bei Rolf Fliegauf.
2015 wurde er Küchenchef im neuen Schwesterrestaurant Ecco im Hotel Atlantis, das 2016 mit zwei Michelinsternen ausgezeichnet wurde.
Im Juni 2020 wechselte er zum Restaurant Widder in Zürich, das ebenfalls zwei Michelinsterne erhielt.

## Auszeichnungen
- 2016: Zwei Michelinsterne für das Restaurant Ecco in Zürich[4]
- 2020: Zwei Michelinsterne für das Restaurant Widder in Zürich[5]
- 2020: Aufsteiger des Jahres, Gault Millau[6][7]
- 2021: Koch des Jahres Schweiz, Gault Millau[8]